# Martin Hamrlík
Martin Hamrlík (né le 6 mai 1973 à Gottwaldov (aujourd'hui Zlín en République tchèque) en Tchécoslovaquie) est un joueur tchèque de hockey sur glace. Il est le frère de Roman Hamrlík.

## Biographie
Martin commence sa carrière professionnelle en 1989 où il joue dans le championnat de Tchécoslovaquie de hockey sur glace avec le HC Zlín, il joua avec eux pendant 3 ans avant de tenter sa chance en Amérique du Nord. Entre-temps il fut repêché par les Whalers de Hartford lors de l'encan de 1991 au 31e. En premier lieux, il joue dans la LHO pour les 67 d'Ottawa et aussi 8 matchs avec les Indians de Springfield de la LAH, mais il n'y resta qu'une seule année puisque dès l'année suivante il a commencé a joué dans la LIH et les Rivermen de Peoria en parallèle avec un matchs dans la LAH avec les Indians de Springfield. Pour les deux années suivantes, Martin joua exclusivement avec les Rivermen puis l'année suivante, toujours dans la LIH, il joua pour 2 nouvelles équipes soit les Solar Bears d'Orlando et les Ice Dogs de Long Beach. Dès la saison 1997-1998 du championnat tchèque il retourna avec l'équipe avec qu'elle tout a commencé soit le HC Zlín et il y joue toujours.

## Statistiques

### En club
| Saison    | Équipe                 | Ligue           |    | Saison régulière | Saison régulière | Saison régulière | Saison régulière | Saison régulière |   | Séries éliminatoires | Séries éliminatoires | Séries éliminatoires | Séries éliminatoires | Séries éliminatoires |
| Saison    | Équipe                 | Ligue           | PJ | B                | A                | Pts              | Pun              | PJ               | B | A                    | Pts                  | Pun                  |                      |                      |
| 1989-1990 | HC Zlín                | Tchécoslovaquie | 12 | 2                | 0                | 2                |                  |                  |   |                      |                      |                      |                      |                      |
| 1990-1991 | HC Zlín                | Tchécoslovaquie | 50 | 8                | 14               | 22               |                  |                  |   |                      |                      |                      |                      |                      |
| 1991-1992 | HC Zlín                | Tchécoslovaquie | 5  | 0                | 3                | 3                | 23               |                  |   |                      |                      |                      |                      |                      |
| 1992-1993 | 67 d'Ottawa            | LHO             | 26 | 4                | 11               | 15               | 41               | -                | - | -                    | -                    | -                    |                      |                      |
| 1992-1993 | Indians de Springfield | LAH             | 8  | 1                | 3                | 4                | 16               | -                | - | -                    | -                    | -                    |                      |                      |
| 1993-1994 | Indians de Springfield | LAH             | 1  | 0                | 0                | 0                | 0                | -                | - | -                    | -                    | -                    |                      |                      |
| 1993-1994 | Rivermen de Peoria     | LIH             | 47 | 1                | 11               | 12               | 61               | 6                | 0 | 1                    | 1                    | 2                    |                      |                      |
| 1994-1995 | Rivermen de Peoria     | LIH             | 77 | 5                | 13               | 18               | 120              | 3                | 0 | 0                    | 0                    | 2                    |                      |                      |
| 1995-1996 | Rivermen de Peoria     | LIH             | 65 | 6                | 25               | 31               | 91               | -                | - | -                    | -                    | -                    |                      |                      |
| 1996-1997 | Ice Dogs de Long Beach | LIH             | 64 | 3                | 14               | 17               | 110              | -                | - | -                    | -                    | -                    |                      |                      |
| 1996-1997 | Solar Bears d'Orlando  | LIH             | 16 | 3                | 3                | 6                | 21               | 10               | 1 | 6                    | 7                    | 10                   |                      |                      |
| 1997-1998 | HC Zlín                | Extraliga       | 51 | 10               | 23               | 33               | 130              | -                | - | -                    | -                    | -                    |                      |                      |
| 1998-1999 | HC Zlín                | Extraliga       | 47 | 10               | 25               | 35               | 102              | 11               | 0 | 7                    | 7                    | 16                   |                      |                      |
| 1999-2000 | HC Zlín                | Extraliga       | 51 | 12               | 34               | 46               | 79               | 4                | 0 | 1                    | 1                    | 4                    |                      |                      |
| 2000-2001 | HC Zlín                | Extraliga       | 51 | 9                | 29               | 38               | 32               | 6                | 2 | 2                    | 4                    | 10                   |                      |                      |
| 2001-2002 | HC Zlín                | Extraliga       | 49 | 7                | 29               | 36               | 30               | 11               | 0 | 2                    | 2                    | 24                   |                      |                      |
| 2002-2003 | HC Zlín                | Extraliga       | 38 | 6                | 17               | 23               | 34               | -                | - | -                    | -                    | -                    |                      |                      |
| 2003-2004 | HC Zlín                | Extraliga       | 51 | 11               | 26               | 37               | 50               | 17               | 5 | 8                    | 13                   | 12                   |                      |                      |
| 2004-2005 | HC Zlín                | Extraliga       | 43 | 5                | 11               | 16               | 55               | 17               | 2 | 6                    | 8                    | 12                   |                      |                      |
| 2005-2006 | HC Zlín                | Extraliga       | 52 | 9                | 19               | 28               | 58               | 6                | 1 | 1                    | 2                    | 8                    |                      |                      |
| 2006-2007 | HC Zlín                | Extraliga       | 49 | 5                | 17               | 22               | 64               | 5                | 1 | 0                    | 1                    | 0                    |                      |                      |
| 2007-2008 | HC Zlín                | Extraliga       | 49 | 8                | 5                | 13               | 66               | 9                | 2 | 1                    | 3                    | 8                    |                      |                      |
| 2008-2009 | HC Zlín                | Extraliga       | 48 | 12               | 21               | 33               | 40               | 5                | 0 | 3                    | 3                    | 2                    |                      |                      |
| 2009-2010 | HC Zlín                | Extraliga       | 52 | 7                | 21               | 28               | 32               | 3                | 1 | 5                    | 6                    | 4                    |                      |                      |
| 2010-2011 | HC Zlín                | Extraliga       | 48 | 5                | 18               | 23               | 30               | 4                | 0 | 2                    | 2                    | 4                    |                      |                      |
| 2011-2012 | HC Zlín                | Extraliga       | 48 | 3                | 18               | 21               | 44               | 9                | 0 | 4                    | 4                    | 12                   |                      |                      |
| 2012-2013 | HC Zlín                | Extraliga       | 50 | 3                | 14               | 17               | 64               | 19               | 3 | 5                    | 8                    | 18                   |                      |                      |

### En équipe nationale
| Année | Équipe          | Compétition                     | PJ | B | A | Pts | Pun | Résultat           |
| 1990  | Tchécoslovaquie | Championnat d'Europe junior U18 | 6  | 1 | 0 | 1   | 14  |                    |
| 1991  | Tchécoslovaquie | Championnat d'Europe junior U18 | 4  | 4 | 3 | 7   | 32  |                    |
| 1991  | Tchécoslovaquie | Championnat du monde junior     | 7  | 2 | 0 | 2   | 2   | Médaille de bronze |

## Parenté dans le sport
- Il est le frère de Roman Hamrlík.